# 안토니오 로셀리노
안토니오 감베렐리(이탈리아어: Antonio Gamberelli, 1427년~1479년)는 머리 색 때문에 안토니오 로셀리노(이탈리아어: Antonio Rossellino)라는 별칭으로 불린 이탈리아 르네상스 조각가이다. 그는 조각가이자 건축가였던 형 베르나르도 로셀리노에게서 정식 교육을 받았다.
피렌체의 일부인 세티냐노에서 태어난 그는 다섯 형제 중 막내였으며, 모두 조각가이자 석공이었다. 그는 조각가 도나텔로에게 사사받았다고 전해지며, 그의 부조 작품은 날카로운 선명함과 섬세함으로 유명하다. 그의 가장 중요한 작품으로는 포를리의 블랙프라이어 교회(현재는 박물관)에 있는 베아토 마르콜리노의 장례 기념비(1458)와, 피렌체 산 미니아토 알 몬테 성당에 있는 포르투갈 추기경 하이메 드 코임브라(Infante James of Coimbra)의 기념비(1461~1467)가 있다.
바르젤로 미술관에 있는 마테오 팔미에리의 초상 흉상은 1468년으로 서명과 연대가 새겨져 있다. 1470년 그는 나폴리 산타나 데이 롬바르디의 피콜로미니 예배당에 아말피 공작부인 마리아 다라고나의 기념비를 제작했으며, 같은 장소 제대 위에 있는 성탄 부조 또한 그의 작품으로 추정된다. 바르젤로에는 소년 시절의 세례자 요한의 조각상, 성모자상을 표현한 섬세한 부조, 에케 호모, 그리고 프란체스코 사세티의 흉상이 있다. 산타 크로체 성당의 기둥에 있는 《젖을 먹이는 성모》(Madonna del Latte)는 로렌초 데 메디치에게 향한 칼을 대신 맞고 숨진 프란체스코 노리를 기리는 기념물이다. 또 다른 성모자 부조는 피렌체 비아 델라 스파다 거리와 런던 빅토리아 앨버트 박물관에 있으며, 후자의 경우에는 1456년으로 서명과 연대가 새겨진 예술·의학 박사 조반니 디 산 미니아토의 흉상이 있다. 미노 다 피에솔레와 함께 작업하며 프라토의 설교단을 위한 ‘성모 승천’과 ‘성 스테파노의 순교’ 부조를 제작하기도 했다. 파엔차 미술관(Pinacoteca)에 있는 소년 세례 요한의 대리석 흉상과 루브르 박물관에 있는 아기 예수 조각상도 일부 학자들에 의해 로셀리노의 작품으로 여겨진다.
조르조 바사리는 그의 저서 《미술가 열전》에 로셀리노의 전기를 수록하였다.

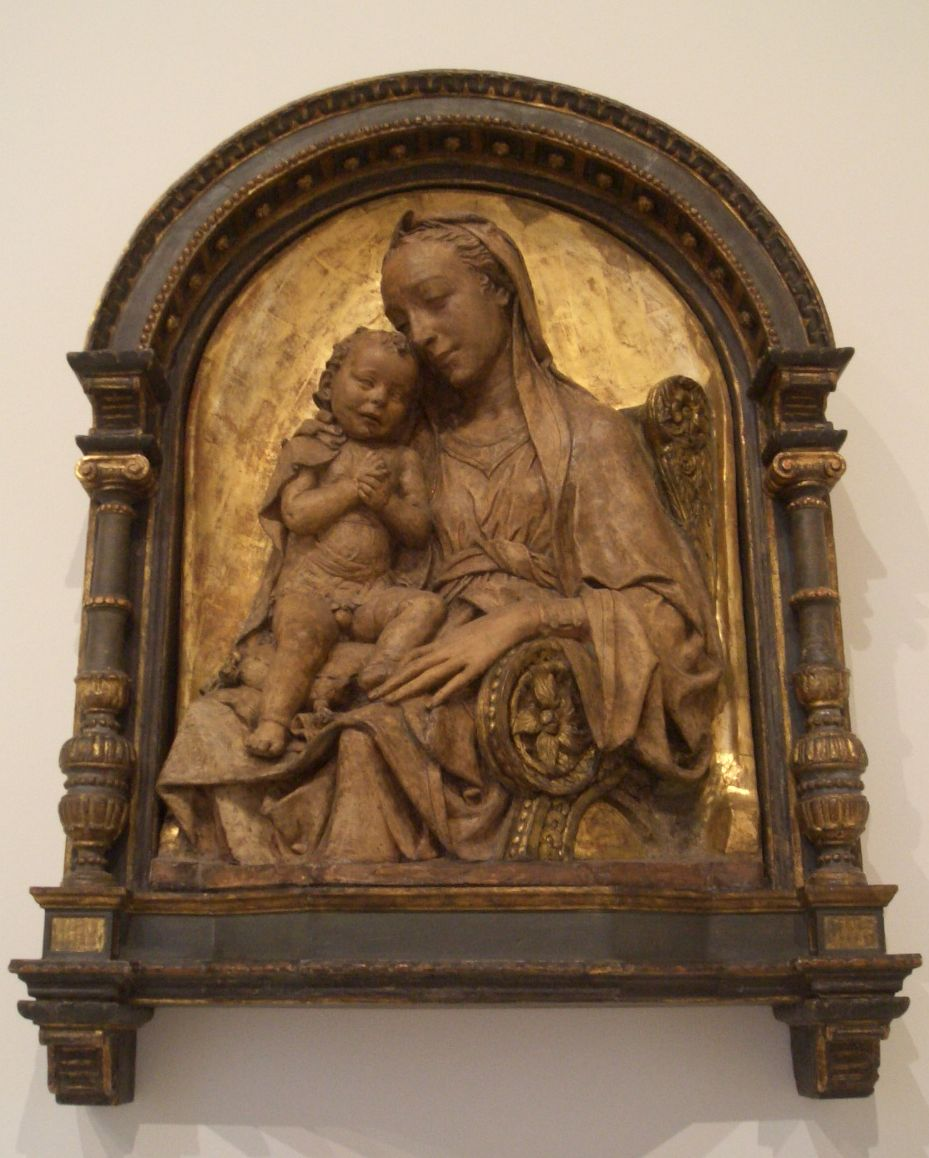
성모자상, 테라코타 부분 도금(베를린).